# Floridia
Floridia es una comuna siciliana de 22.754 habitantes, se encuentra en la Provincia de Siracusa (Italia). 

Ubicación de la ciudad de Floridia dentro de la provincia de Siracusa.

## Evolución demográfica
| Gráfica de evolución demográfica de Floridia entre 1861 y 2008 |
|                                                                |
| Fuente ISTAT - Elaboración gráfica por parte de Wikipedia      |